# Jordi Galceran i Ferrer
Jordi Galceran i Ferrer (Barcelona, 5 de març de 1964) és un dramaturg, guionista i traductor català, internacionalment conegut per la seva obra El mètode Grönholm. Actualment viu a Barcelona. Escriu tant en llengua catalana com en llengua castellana. Va estudiar Filologia Catalana a la Universitat de Barcelona i a partir de 1988 comença a escriure obres de teatre. Actualment se'l considera un referent del teatre català.
El 1995, amb Paraules encadenades, guanya el XX Premi Born de Teatre, i el 1996, el Premi de la crítica Serra d'Or a la millor obra en llengua catalana. La seva obra Dakota (1995) obté el premi Ignasi Iglésias. Al costat d'Albert Guinovart estrena el 2002 el musical Gaudí. El 2005 escriu i estrena Carnestoltes. El 2007 va escriure la peça de teatre Cancún, que va ser portada a l'escenari al Teatre Borràs, de Barcelona, a l'octubre de 2008. El 2013 estrena El crèdit, a la Sala Villarroel, de Barcelona. La pel·lícula Fràgils, de Jaume Balagueró, està basada en un guió de Galceran, mentre que El mètode, de Marcelo Piñeyro, és una adaptació d'El mètode Grönholm. També ha participat en el musical El Rei Lleó, a Madrid, com a adaptador del llibret a l'espanyol.

## Obra

### Teatre
- Paraules encadenades. València: Eliseu Climent / Teatre 3 i 4, 1996. Estrenada al Teatre Romea de Barcelona, l'any 1998, en coproducció del Centre Dramàtic de la Generalitat i Focus. La protagonitzaren Emma Vilarasau i Jordi Boixaderas sota la direcció de Tamzin Townsend. La versió en castellà s'ha estrenat a Madrid, Buenos Aires, Caracas, Medellín i Miami. Laura Mañá en va dirigir la versió cinematogràfica.
- Dakota. Barcelona: Institut del Teatre, 1996.
- Cap nen sense joguina. Barcelona: Revista Escena, 1999.
- El mètode Grönholm (dins “T-6-2a part”). Barcelona: Proa, 2003.

### Llibres de relats dins el col·lectiu Germans Miranda
- Tocats d'amor. Barcelona: Columna, 2000.
- Tocats d'amor – Posa color a l'estiu. Barcelona: Columna, 2001.
- Contes per a nenes dolentes. Barcelona: Columna, 2001.
- La vida sexual dels Germans Miranda. Barcelona: Columna, 2002.
- Adéu, Pujol!: 10 relats d'humor sobre el final d'una època. Barcelona: Columna, 2003.

### Sèries de televisió
- Nissaga de poder (amb altres autors). TV3, 1997-1998.
- La memòria dels Cargols. TV3, 2000.
- El cor de la ciutat (amb Lluís Arcarazo Martínez). TV3, 2000-2005.
- Nit i dia (amb Lluís Arcarazo Martínez). TV3, 2016.

### Guions cinematogràfics
- Dues dones. 2000.
- Cabell d'àngel. TV3, 2001.
- Gossos (amb Lluís Arcarazo Martínez). TV3, 2002.
- Fràgils (dirigida per Jaume Balagueró). 2005.

### Obres dramàtiques representades
- Dakota. Barcelona: Teatre Poliorama, 1996.
- Fuita. Barcelona: Teatre Principal, 1998.
- Surf. Barcelona: Villarroel Teatre, 1998.
- Paraules encadenades. Barcelona: Teatre Romea, 1998.
- Cap nen sense joguina (dins Sopa de ràdio). Barcelona: Auditori del Centre de Cultura Contemporània, 1999.
- Gaudí (amb Esteve Miralles). Barcelona: Barcelona Teatre Musical, 2002.
- El mètode Grönholm. Barcelona: Teatre Nacional de Catalunya, 2003 i Teatre Poliorama, 2005.
- El crèdit. Barcelona: Villarroel Teatre, 2013.

### Obra traduïda al castellà
- Dakota. Madrid: Fundación Autor, 1999.
- Palabras encadenadas. Madrid: ADE (Asociación de Directores de Escena), 1999.

### Traduccions i adaptacions d'altres autors
- SIMON, Neil, They're playing our song.
- GOLDONI, Carlo. La trilogia della Villeggiatura.
- FIRTH, Tim. Neville's Island.
- HECHT, Ben. The Front Page.
- GOGOL, Nicolai. L'inspector.
- KOVACEVIC, Dusan. The professional.

## Premis[calcitació]
- Premi Ignasi Iglésias (1995): Dakota.
- XX Premi Born de Teatre (1995): Paraules encadenades.
- Premi Crítica “Serra d'Or” de teatre (1997): Paraules encadenades.
- Premi Butaca (temporades 1996-1997 i 1997-1998): Paraules encadenades i Dakota.
- Premi Butaca (2003): Gaudí.
- XXI Premio Ercilla de Teatro a la mejor creación dramática (2004): El mètode Grönholm.
- VIII Premio Max al mejor autor teatral en catalán (2005): El mètode Grönholm.
- XXXIV Premio Mayte al hecho teatral más destacado (2005): El mètode Grönholm.